# Friderika Bayer
Friderika Bayer  (Künstlername Friderika; * 4. Oktober 1971 in Budapest, Ungarn) ist eine ungarische Sängerin.

## Leben
Im Jahre 1994 gewann sie den ersten Preis beim Schlagerfestival des ungarischen Fernsehens. Der Siegersong trägt den Titel: Kinek mondjam el vétkeimet? („Wem soll ich meine Sünden sagen?“) Dann belegte sie beim Eurovision Song Contest im Jahre 1994 in Dublin den vierten Platz. Dort kam sie als erste ungarische Sängerin ins Finale.
Am 30. April 1994 erschien ihre erste Langspielplatte auf CD und Kassette. Das Album wurde in weniger als zwei Monaten zur goldenen Platte.
Für ihren Erfolg beim Eurovision Song Contest wurde sie vom Ungarischen Rundfunk mit dem Emerton-Preis (eMeRTon) ausgezeichnet. Auf die gemeinsame Presse- und Publikumsstimme hin erhielt sie 1994 den vom Axel Springer Verlag gestifteten Goldenen Hirsch Preis in der Popsängerkategorie. Im gleichen Jahr wurde sie auch von den Lesern der Zeitschrift Ifjúsági Magazin (Jugendmagazin) zur Popsängerin des Jahres gewählt. Am 25. Januar 1995 konnte sie vor der Öffentlichkeit des Fernsehens und des Rundfunks als Entdeckte des Jahres (nun schon das zweite Mal) den Emerton-Preis übernehmen. Für denselben Titel erhielt sie durch den MAHASZ (den Bund der ungarischen Schallplattenverlage) den gegründeten Preis der Goldenen Giraffe.
Im August 1995 belegte sie beim 32. Sopoter Festival in Polen, im Schlussauftritt mit Annie Lennox und Chuck Berry zusammen auf einer Bühne stehend, den zweiten Platz.
Seit 1996 ist sie Mitglied der Hit-Gemeinde (Glaubensgemeinde); mit ihrem Mann zusammen besucht sie regelmäßig die Gottesdienste der Gemeinde.
Im Jahre 1998 wurde die erste Kurzplatte des dritten Albums mit dem Titel Feltárcsáztad a szívemet („Du hast mein Herz angerufen“) zum am häufigsten gespielten Radioschlager in Ungarn.
Seit Dezember 2001 ist sie im Kanal Magyar ATV (Ungarisches ATV), in der Sendung Fröhlicher Sonntag zu sehen, wo sie jeden Sonntag ab 11 Uhr im Orchester der Hit-Gemeinde singt.

## Diskografie
Alben
- Friderika (1994)
- Friderika II (1996)
- Boldog vagyok („Ich bin glücklich“) (1998)
- Kincs, ami van („Schatz, den es gibt“) (1999)
- Hazatalálsz („Du findest heim“) (2001)
- Gospel (2003)
- Sáron rózsája („Rose von Sharon“) (2006)

Alben für Kinder
- Bölcsődalok („Krippenlieder“)
- Az álmok tengerén (Bölcsődalok 2) („Auf dem Meer der Träume (Krippenlieder 2)“) (2003)